# Grefrath
Grefrath [ˈgreːfraːt] ist eine kreisangehörige Gemeinde des Kreises Viersen im Regierungsbezirk Düsseldorf im
Land Nordrhein-Westfalen. Seit dem 27. November 2012 trägt Grefrath offiziell den Titel Sport- und Freizeitgemeinde.

## Geografie
Grefrath liegt in der Region Linker Niederrhein innerhalb des Naturparks Maas-Schwalm-Nette zwischen Rhein und Maas. Diese Region befindet sich im Westen Deutschlands nahe der Grenze zu den Niederlanden. Die Niers durchfließt Grefrath von Süden nach Norden. Die Ortsteile Grefrath und Vinkrath liegen auf der westlichen, Oedt und Mülhausen auf der östlichen Seite des kleinen Flusses.
Folgende Städte und Gemeinden grenzen an die Gemeinde (sie werden im Norden beginnend im Uhrzeigersinn genannt):
- Wachtendonk
- Kempen
- Tönisvorst
- Viersen
- Nettetal

## Geschichte
Der Ort Grefrath wurde im Jahr 1177 unter dem Namen Greverode erstmals urkundlich erwähnt. Greverode bedeutet so viel wie „Rodung der Grafen“.
Am 3. März 1243 verkaufte Adolf I. Graf von der Mark († 1249) seine Besitzungen aus dem mütterlichen Erbe der Herren bzw. Grafen von Krickenbeck, zu denen auch Besitzungen in Grefrath gehörten, an Otto II. Graf von Geldern († 1271). Otto II. machte diese kleine Grafschaft zu einem Verwaltungsbezirk der Grafschaft Geldern (Amt Krickenbeck). Grefrath teilte von da an das Schicksal der Grafschaft (ab 1339 Herzogtum) Geldern. 1543 fiel das Herzogtum Geldern – nach kurzer Herrschaft der Herzöge von Jülich-Kleve-Berg (1538–1543) aus dem Hause der von der Mark – an die Burgundischen Niederlande. Diese wurden nach der Spaltung des Hauses Habsburg auch Spanische Niederlande genannt.
Während des Achtzigjährigen Krieges, in dem sich die Generalstaaten (Vorläufer der heutigen Niederlande) die Unabhängigkeit von Spanien erkämpften, blieb Grefrath zusammen mit dem südlichen Teil des Herzogtums Geldern spanisch. 1713 fiel das Spanische Geldern im Frieden von Utrecht an Preußen.
Im Zuge des Ersten Koalitionskrieges wurde Grefrath ab 1794 von Frankreich besetzt und war ab 1801 als Teil des Départements Roer offiziell französisches Staatsgebiet. Während dieser Zeit bildete Grefrath eine Mairie nach französischem Vorbild und gehörte zum Kanton Wankum im Arrondissement Kleve des Rur-Departements.
Nach der endgültigen Niederlage Napoléons wurde Grefrath 1815/16 auf dem Wiener Kongress zusammen mit dem übrigen linken Niederrhein wieder dem Königreich Preußen zugeschlagen. Aus der Mairie Grefrath der Franzosenzeit wurde die preußische Bürgermeisterei Grefrath im neuen Kreis Kempen.
Johannes Spickenheuer (* 1820) war von 1851 bis 1901 Bürgermeister von Grefrath. In dieser Zeit machten Technik und Industrie große Fortschritte und die Bevölkerung wuchs stark. Um die Jahreswende 1867/68 wurde die Bahnstrecke Kempen–Venlo in Betrieb genommen; es gab Bahnhöfe in Kempen, Oedt/Mülhausen, Grefrath, Lobberich, Kaldenkirchen und Venlo.
Preußen wurde nach dem Zweiten Weltkrieg aufgelöst und Grefrath wurde Teil des am 23. August 1946 gegründeten Landes Nordrhein-Westfalen. Im Zuge der Gebietsreform in Nordrhein-Westfalen wurde die bis dahin selbständige Gemeinde Oedt (ohne deren Ortsteil Hagen) zum 1. Januar 1970 mit Grefrath zusammengelegt.
Die rechts der Niers gelegenen Ortsteile Oedt und Mülhausen gehörten – anders als Grefrath – lange Zeit zum Erzbistum Köln.
Das Trinkwasser wird heute aus Hinsbeck-Hombergen bezogen, wodurch der Nitratgrenzwert wieder eingehalten werden kann.

## Politik

### Bürgermeister
- 1970–1994: Josef Lepers (CDU)
- 1994–1999: Dieter Dohmessen (CDU)

Die Wahlen zwischen 1999 und 2020 gewannen jeweils folgende Bewerber:
- 1999: Herbert Kättner (CDU), 57,6 %
- 2004: Herbert Kättner (CDU), 55,5 %
- 2009: Manfred Lommetz (parteilos), 52,1 %[10]
- 2015: Manfred Lommetz (parteilos), 73,9 %[11]
- 2020: Stefan Schumeckers (CDU), 51,3 %[12]

### Gemeinderat
Die Sitze im Gemeinderat verteilen sich nach dem Ergebnis der Kommunalwahl am 13. September 2020 folgendermaßen auf die einzelnen Parteien:
| Partei/Liste | Sitze | Sitze |
| Partei/Liste | 2020  | 2014  |
| ------------ | ----- | ----- |
| CDU          | 14    | 12    |
| SPD          | 5     | 11    |
| GOVM e. V.   | 5     | –     |
| GRÜNE        | 5     | 4     |
| FDP          | 2     | 2     |
| AfD          | 1     | –     |

### Wappen und Banner

Banner der Gemeinde Grefrath
Wappen der Gemeinde Grefrath
Wappen der ehemaligen Gemeinde Grefrath
Wappen der ehemaligen Gemeinde Oedt

Blasonierung: Geviert von Silber und Gold durch ein durchgehendes, schmales schwarzes Kreuz, überdeckt mit einer roten heraldischen Lilie.
Das Gemeindewappen ist eine Zusammensetzung aus verschiedenen Elementen, die den Wappen der zuvor eigenständigen Orte Grefrath und Oedt entnommen sind.
Die rote Lilie im Vordergrund entstammt ursprünglich dem Wappen der Ritter von Greverode, deren Nachfahren diese Wappenfigur (bis heute) auf goldenem Grund führen. Die Familie von Greverode ist seit dem 13. Jahrhundert in Grefrath, das damals ebenso hieß (Greverode = Rodung der Grafen), belegt.
Das alte Wappen des Ortsteils Grefrath hat die rote Lilie übernommen. Außerdem war darauf der heilige Laurentius zu sehen; er ist der Namenspatron der katholischen Pfarrkirche in Grefrath.
Das Wappen der ehemals selbständigen Gemeinde Oedt war zweigeteilt mit einer weißen und einer gelben Fläche. In der oberen weißen Fläche war der Erzbischof von Köln dargestellt, auf seiner Brust das schwarze kurkölnische Kreuz. Aus dem Oedter Wappen wurden die weiß-gelben Flächen im Hintergrund sowie die schwarze Kreuzform in das Wappen der neuen Gemeinde übernommen.
Das Banner ist durch ein schmales Kreuz gespalten und etwas oberhalb der Mitte geteilt, rechts oben und links unten weiß, links oben und rechts unten gelb, belegt mit einer roten Lilie.

### Städtepartnerschaften
Im Jahr 1966 wurde die Stadt Frévent in Frankreich zur Partnerstadt. Nach der Wiedervereinigung Deutschlands kam 1991 noch Gerbstedt in Sachsen-Anhalt dazu. Die Pflege der Kontakte geschieht insbesondere durch den „Verein der Freunde von Frévent und Gerbstedt“. Zu Pfingsten werden alljährlich gegenseitige Besuche zwischen den Partnerstädten organisiert.

### Bevölkerungsdaten
|           | 2011  | 2013  | 2019  | 2024  |
| --------- | ----- | ----- | ----- | ----- |
| Grefrath  | 7.820 | 7.790 | 7.801 | 7.919 |
| Oedt      | 4.552 | 4.434 | 4.358 | 4.565 |
| Vinkrath  | 1.853 | 1.821 | 1.789 | 1.799 |
| Mülhausen | 1.167 | 1.202 | 1.268 | 1.298 |

Alle Daten sind jeweils zum 31. Dezember erhoben worden.

In Grefrath wurden 2023 insgesamt 7766 katholische Kirchenmitglieder gezählt, im Vorjahr waren es 7976.

## Kultur und Sehenswürdigkeiten

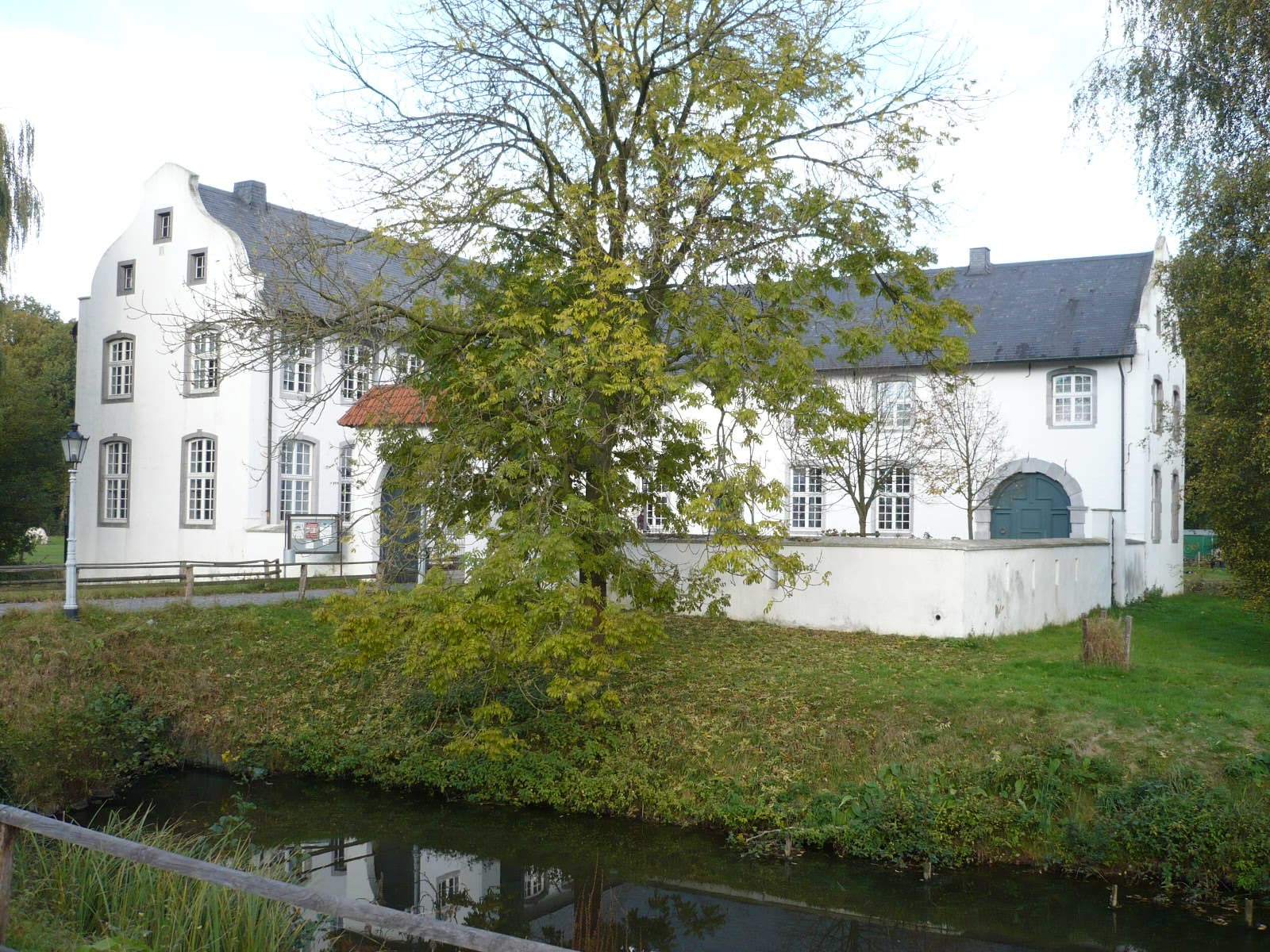
Dorenburg im Niederrheinischen Freilichtmuseum

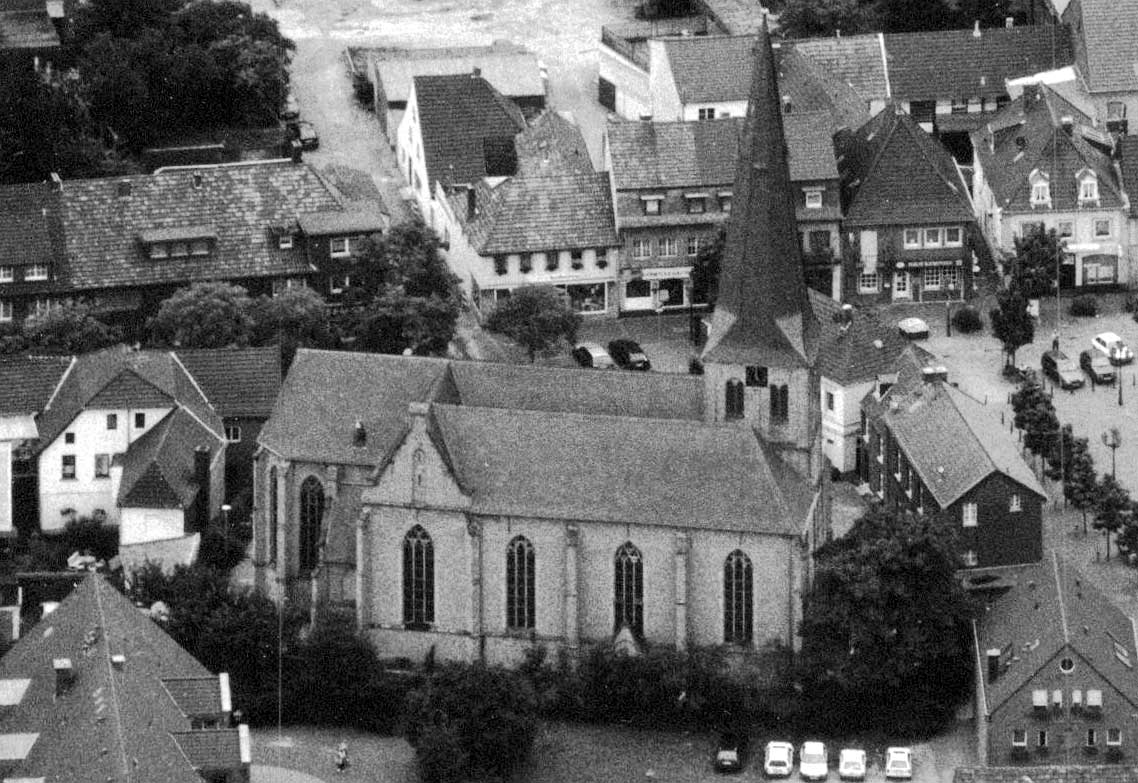
Luftaufnahme der kath. Laurentiuskirche

### Mundart
Grefrath hat eine eigene Mundart, das Grefrather Platt, eine südniederfränkische Varietät.

### Museen
Das Niederrheinische Freilichtmuseum wird vom Kreis Viersen betrieben. Zentrales Gebäude des Museumsgeländes ist die Dorenburg, ein ab 1974 restauriertes Wasserschloss, dessen Geschichte bis in das 14. Jahrhundert zurückreicht. Dort und in den zahlreichen weiteren Gebäuden wird die bäuerliche und handwerkliche Kultur des mittleren Niederrheins erklärt. Außerdem ist ein Spielzeugmuseum mit verschiedenen Modelleisenbahnanlagen und eine Anlage für den klassischen Bügelsport Teil des Geländes.

### Bauwerke
- die Ruine der Burg Uda (um 1300 erbaut) im Ortsteil Oedt,
- die Dorenburg (erstmals 1326 erwähnt), die auf dem Gelände des Niederrheinischen Freilichtmuseums liegt, sowie
- die Benediktinerinnen-Abtei Mariendonk (um 1900 erbaut)

Weitere interessante Bauwerke sind unter anderem die katholischen Pfarrkirchen der vier Ortsteile.
- Die Laurentiuskirche in Grefrath weist eine Vielzahl verschiedener Baustile auf. Um den romanischen Turm aus Sandstein herum wurde eine dreischiffige gotische Kirche aus ähnlichem Material gebaut, die in den 1960er-Jahren mit einem neoromanischen Anbau aus roten Backsteinen erweitert wurde.
- Die Josefskirche in Vinkrath mit der großen Rosette über dem Hauptportal weist eine interessante Innenraumgestaltung mit zahlreichen modernen Elementen auf.
- Die Vituskirche in Oedt wurde von 1901 bis 1903 im neugotischen Stil erbaut.
- Die Heinrichskirche in Mülhausen mit einer Bronzeskulptur auf dem Vorplatz, die einen Müller mit seinem Esel darstellt, ist ebenfalls einen Besuch wert.

Siehe auch: Liste der Baudenkmäler in Grefrath

### Gärten und Parks

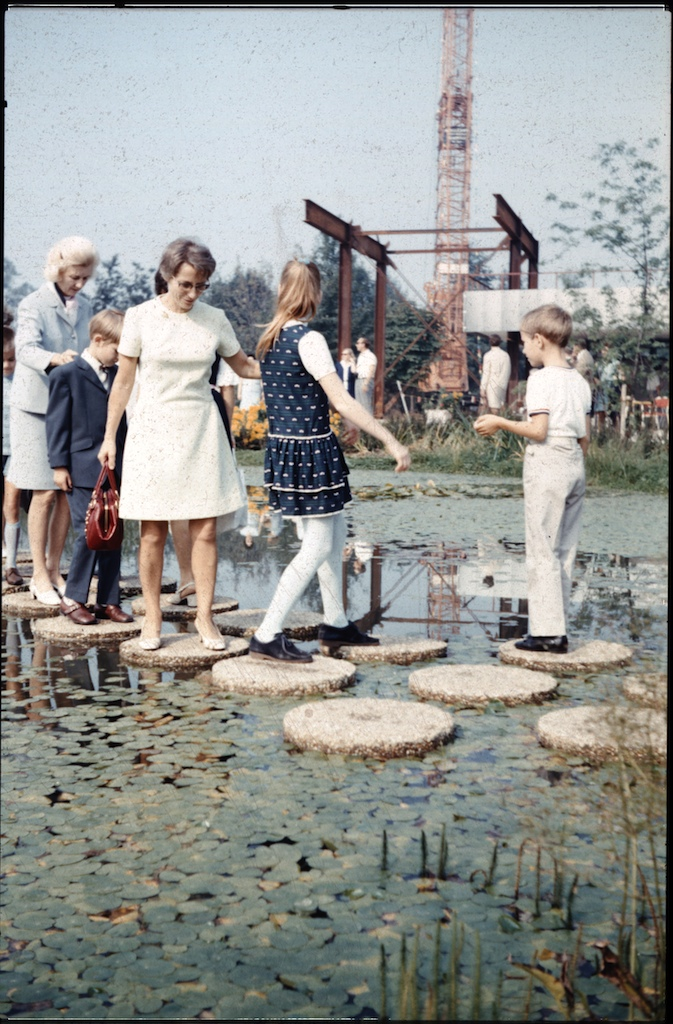
Schwingbodenpark mit Turm (im Bau), Landesgartenschau 1970–1971

1970/71 fand die Landesgartenschau in Grefrath statt und bescherte der Stadt den großen Sport- und Erholungspark „Im Schwingboden“. Auf dem ehemaligen Sumpfgebiet gab es bis 1965 einen Bauernhof. Für die Landesgartenschau wurde das 26 ha große Terrain trockengelegt und umgestaltet.
Der Park verfügt heute noch über einen großen Spielplatz, eine Voliere, ein Kneippwasserbecken, einen Entenweiher, einen Springbrunnen und alten Baumbestand. Vom Wahrzeichen Grefraths, dem denkmalgeschützten Schwingboden-Turm, der früher über mehrere Ebenen bis zu einer Höhe von ca. 30 Metern begehbar war, ist heute nur noch das äußere Gerüst und die erste Plattform erhalten geblieben.
Der Park liegt zwischen Hallenbad, Freibad und Eissportzentrum. Die Gemeinschaftsgrundschule, die
Schule an der Dorenburg, die Sporthallen und das Freilichtmuseum Dorenburg liegen in unmittelbarer Nähe.

## Wirtschaft und Verkehr
Grefrath war jahrzehntelang insbesondere durch die Textilindustrie geprägt. Die 1879 gegründete Girmes AG war zeitweilig die drittgrößte Weberei der Bundesrepublik Deutschland. Im Jahr 1989 meldete die börsennotierte Gesellschaft Konkurs an. Im Ortsteil Grefrath war ferner die Firma Grevelour, Hersteller von Teppichböden angesiedelt, die zu Hochzeiten rd. 1000 Mitarbeiter beschäftigte. Mit der Insolvenz der Nachfolgegesellschaft Girmes GmbH im Jahr 2003 endete die Ära des Unternehmens und der Textilindustrie in Grefrath endgültig. Grefrath war jahrzehntelang außerdem Standort mehrerer Automobilzulieferer, u. a. der Firma Johnson Controls und Henniges. Im Jahr 1994 war Grefrath ferner vom spektakulären betrügerischen Konkurs des Sportbodenherstellers Balsam AG betroffen, der hier einen Standort unterhielt. Heute ist die lokale Wirtschaft insbesondere durch kleine, mittelständische Unternehmen geprägt. Auf dem Gelände der ehemaligen Girmes-Werke sind mittlerweile ebenfalls wieder mehrere z. T. kleinere Unternehmen angesiedelt.
Die der Gemeinde Grefrath nächstgelegenen Großstädte sind Krefeld (16 km östlich), Mönchengladbach (17 km südlich), sowie die niederländische Stadt Venlo (12 km westlich).
Über die Autobahnen A40 und A61 ist Grefrath an das Rheinland und das Ruhrgebiet angebunden. Die Nähe zur deutsch-niederländischen Grenze ist insbesondere für die lokale Wirtschaft von Bedeutung. Die A61 wird seit April 2012 über die neuerstellte A74 (neue Auffahrt Nettetal-West) auf die A73 (Niederlande) geleitet, die A40 wird hinter der Grenze bei Venlo in den Niederlanden als A67 fortgeführt.
Grefrath gehört dem Verkehrsverbund Rhein-Ruhr (VRR) an und wird von Bussen der Linien 019, 062, 066, 078, 093 sowie SB87 bedient. Die nächstgelegenen Bahnhöfe befinden sich in Kempen, Viersen oder Krefeld. Grefrath besaß einen Bahnhof an der Bahnstrecke Kempen–Kaldenkirchen. Der Personenverkehr wurde jedoch 1982 und der verbliebene Güterverkehr im Dezember 1999 eingestellt. Die Bahnstrecke wurde zu einem Radweg umgebaut.
Darüber hinaus befindet sich der Verkehrslandeplatz Grefrath-Niershorst (ICAO-Code: EDLF) mit einer Graslandebahn von 575 Metern Länge zwischen den Ortsteilen Grefrath, Mülhausen und Oedt.
Der Radweg Fietsallee am Nordkanal verläuft durch den Ort.

## Bildungseinrichtungen
Es gibt in Grefrath neun Kindergärten mit insgesamt rund 500 Plätzen, die von kirchlichen und freien Trägern betrieben werden. Im Ortsteil Oedt befindet sich ein Kindergarten mit Tagesstättenplätzen für geistig Behinderte.
Die katholische Grundschule wurde 2013 mit der Gemeinschaftsgrundschule Grefrath zusammengeführt. Die Gemeinschaftsgrundschule Grefrath unterhält die beiden Schulstandorte Grefrath und Oedt.
Im Bereich der weiterführenden Schulen gibt es vor Ort
- die Sekundarschule Grefrath „Schule an der Dorenburg“, seit 2013 aus der Gemeinschaftshauptschule umgewandelt, die jetzt auch Realschul- und Gymnasial-Unterrichtsinhalte anbietet, sowie
- das Gymnasium Liebfrauenschule Mülhausen in privater Trägerschaft.

## Freizeit- und Sportanlagen
Grefrath verfügt über ein umfangreiches Sport- und Freizeitangebot. Der Grundstein dafür wurde zu Beginn der 1950er-Jahre gelegt, als die Gemeinde im Norden Grefraths über 30 Hektar Land erwarb. Dort entstanden ab 1954 zwei Volks-/Grundschulen samt Sporthallen, Spiel- und Sportwiesen, sowie ein Hallen- und ein Freibad.

### EisSport & EventPark (Eisstadion)

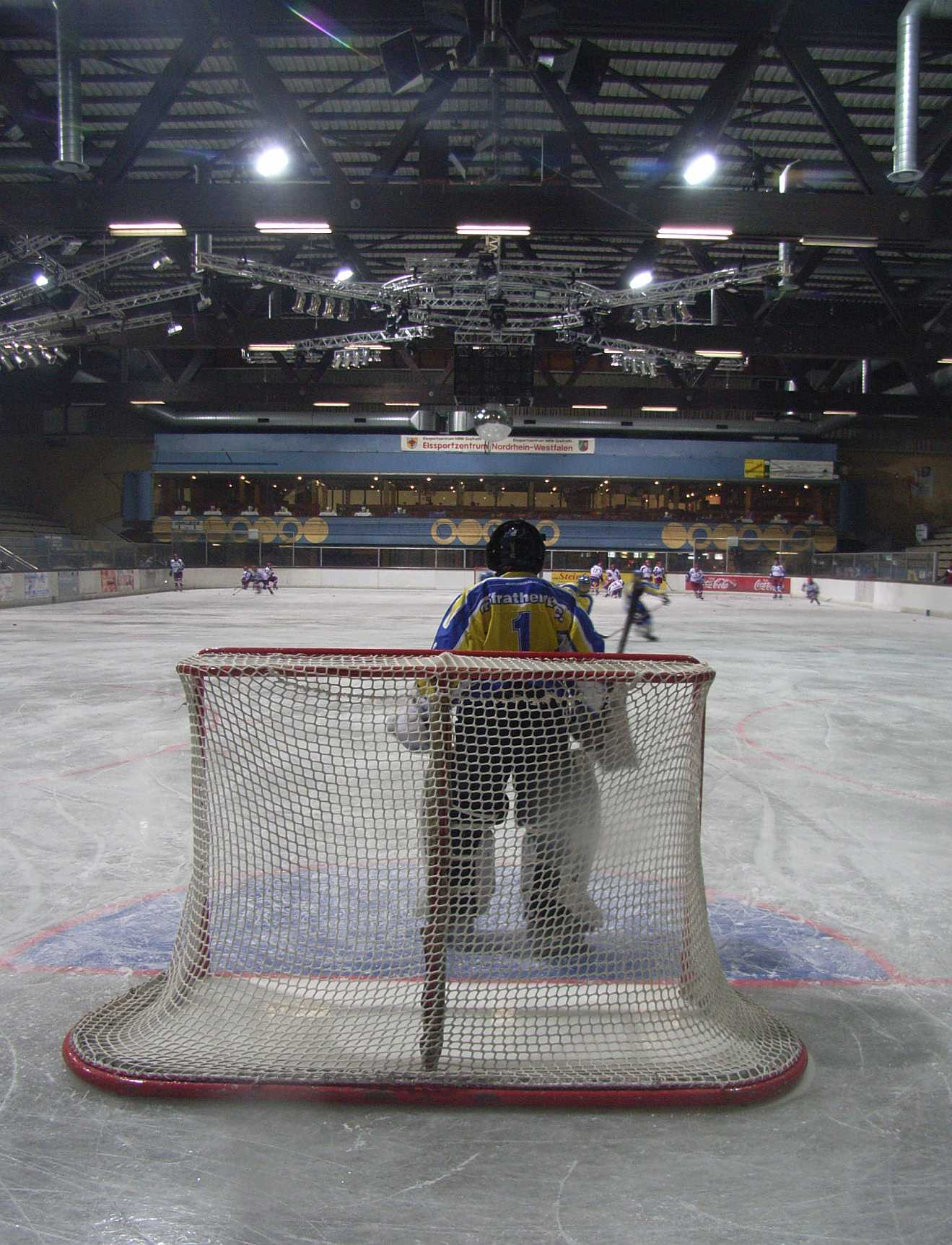
Eissportzentrum

Zu dieser Zeit wurde auch mit dem Bau des Eisstadions begonnen, in der die zur damaligen Zeit größte Kunsteis-Fläche Europas (8000 m²) zu finden ist. Das Eisstadion wurde im Jahr 1972 fertiggestellt und 1974 um einen 400-Meter-Außenlaufring und ein Außenfeld erweitert. Schon seit geraumer Zeit wird die Eishalle als Veranstaltungsort für Konzerte, Eishockeyspiele, eine regelmäßig stattfindende „Eisdisco“ und der Eisrevue „Holiday on Ice“ verwendet.
Im Jahre 1994 war Grefrath mit dem Eisstadion Gastgeber des olympischen Feuers der XVII. Olympischen Winterspiele (Lillehammer). Bei den XVIII. Olympischen Winterspielen in Nagano (Japan) war die Gemeinde Grefrath durch den Eisschnellläufer Christian Breuer vertreten.

### Albert-Mooren-Halle
Als weiterer Ort für Veranstaltungen wurde im Jahr 1975 die Albert-Mooren-Halle in Oedt fertiggestellt.

### Sportplätze
Als weitere Möglichkeiten zur Freizeitgestaltung hat die Gemeinde insgesamt fünf Sportplätze, zwei Tennisanlagen mit insgesamt zwölf Plätzen, eine Tennis- und drei Sporthallen zu bieten. Eine Bahn für das außerhalb des Niederrheinischen recht unbekannte Bügelspiel (auf dem Gelände des Niederrheinischen Freilichtmuseums) ist ebenso vorhanden wie ein Hundesportplatz, eine Bowlingbahn und ein Sportflugplatz. Neben vielen Sportvereinen (Radsport, Fußball, Handball, Leichtathletik, Tennis, Schwimmen, Reitsport, Kanusport, Kegeln, Bügeln usw.) existieren mehrere moderne Fußball- und Leichtathletikanlagen (Oedt und Grefrath).

### Flugplatz Grefrath-Niershorst
Der Flugplatz Grefrath-Niershorst liegt der unmittelbar an der Niers, zwischen den Ortsteilen Grefrath, Mülhausen und Oedt. Er beherbergt zwei Luftsportvereine, eine Flugschule und Fallschirmsprungbetrieb.

### Wassersport
Die Niers bietet Gelegenheit zum Bootfahren und Kanu-Wandern.

### Radfahren
Auf einer Gesamtlänge von 70 Kilometer laden Rad- und Wanderwege zu Touren ein; sie führen kreuz und quer durch die Gemeinde, deren Fläche zu zwei Dritteln aus Landwirtschafts-, Wald-, Wasser- und Erholungsflächen besteht.
Im Rahmen der Euroga 2002+ wurde entlang des von Napoleon begonnenen, jedoch nie vollendeten Nordkanals ein gleichnamiger überregionaler Radwanderweg angelegt, der durch Grefrath führt.

## Persönlichkeiten

### Ehrenbürger
- Wilhelm Berger, Kommerzienrat und Leinenfabrikant (nach ihm benannt: Bergerplatz)
- Roger Pruvost (* 1928), Bürgermeister der Partnerstadt Frévent
- Josef Lepers (1920–2007), Bürgermeister von 1970 bis 1994

### In Grefrath geboren
- Hermann Horrix (1859–1930), Hilfsschullehrer, Heilpädagoge, Methodiker der Schwachsinnigenpädagogik
- Fritz Domina (1902–1975), Pianist, Arrangeur und Filmkomponist
- Josef Laurenz Küsters (* 1915), Politiker
- Josef Heinen (1929–1988), Sprinter
- Herbert Sleegers (1932–2018), Lyriker und Schriftsteller
- Herbert Douteil (* 1935), katholischer Theologe
- Clemens Weiss (* 1955), Künstler
- Leonore Capell (* 1970), Schauspielerin
- Paul Veltrup (* 2001), Fechter

### Mit Grefrath verbunden
- Rolf Tophoven (* 1937, lebt in Grefrath), Journalist und Terrorismusexperte
- Christian Breuer (* 1976, lebt in Grefrath), Eisschnellläufer (dreifach qualifizierter Olympiateilnehmer)
- Jens Ernesti (* 1977, lebt in Grefrath), ehemaliger Rapper
- Rene Reuter (* 1970), ehemaliger Eishockey-Profi